# Рамзи Макдоналд
Джеймс Рамзи Макдоналд (на английски: James Ramsay MacDonald) е британски политик, на два пъти министър-председател на Обединеното кралство (22 януари - 4 ноември 1924; 5 юни 1929 - 7 юни 1935). Един от пионерите на социализма във Великобритания, той става първият премиер от Лейбъристката партия. При второто си управление, изправен пред проблемите на Голямата депресия, той образува „национално правителство“ в коалиция с Консервативната партия, заради което е изключен от Лейбъристката партия и създава Националната лейбъристка партия.
Вследствие на Голямата депресия националното правителство отменя златния стандарт и преустановява плащанията на дълга към САЩ от 1923 г., но възстановява доверието на кредиторите. 